# Черчилль, Джек
Джек Че́рчилль (полное имя Джон Ма́лькольм Торп Фле́минг Черчилль — англ. John Malcolm Thorpe Fleming Churchill; 16 сентября 1906, Гонконг — 8 марта 1996, Суррей) — подполковник, кавалер орденов «За выдающиеся заслуги» и Военного креста. Известен тем, что во время Второй мировой войны ходил в бой, вооружившись английским длинным луком со стрелами и шотландским палашом. Его любимое высказывание: «Любой офицер, идущий в бой без меча, вооружён неправильно» (англ. Any officer who goes into action without his sword is improperly armed).

## Начальная биография
Родился в Гонконге в семье англичан, образование получил в колледже короля Вильгельма на острове Мэн. В 1926 году Черчилль окончил Королевскую военную академию в Сандхёрсте, после чего поступил на службу в Манчестерский полк в Бирме. В запас уволился в 1936 году и устроился на работу редактором газеты. Благодаря умению стрелять из лука и играть на волынке в 1924 году снялся в небольшой роли в фильме «Багдадский вор». В 1939 году выступал в Осло за Великобританию на чемпионате мира по стрельбе из лука.

## Вторая мировая война
С началом Второй мировой войны, после оккупации Польши, Черчилль вернулся в армию. В мае 1940 года со своим подразделением Манчестерского полка напал из засады на немецкий патруль близ Л'Эпинет, Франция. Черчилль дал сигнал к атаке, застрелив вражеского фельдфебеля из лука, став, таким образом, единственным известным солдатом, застрелившим противника из лука в ходе войны. После боёв в Дюнкерке Черчилль пошёл добровольцем в коммандос, не зная об этом подразделении ничего, а только потому, что его название звучало устрашающе.
Черчилль был заместителем командира коммандос в операции специальных подразделений британских вооружённых сил «Стрельба из лука» на захваченном Германией норвежском острове Вогсёй 27 декабря 1941 года. Джек вырвался вперёд, как только десантное судно опустило пандус, и, прежде чем бросить гранату, сыграл мелодию на волынке. За героизм, проявленный в этой операции, и спасение раненого британского офицера Черчилль был награждён Военным крестом.

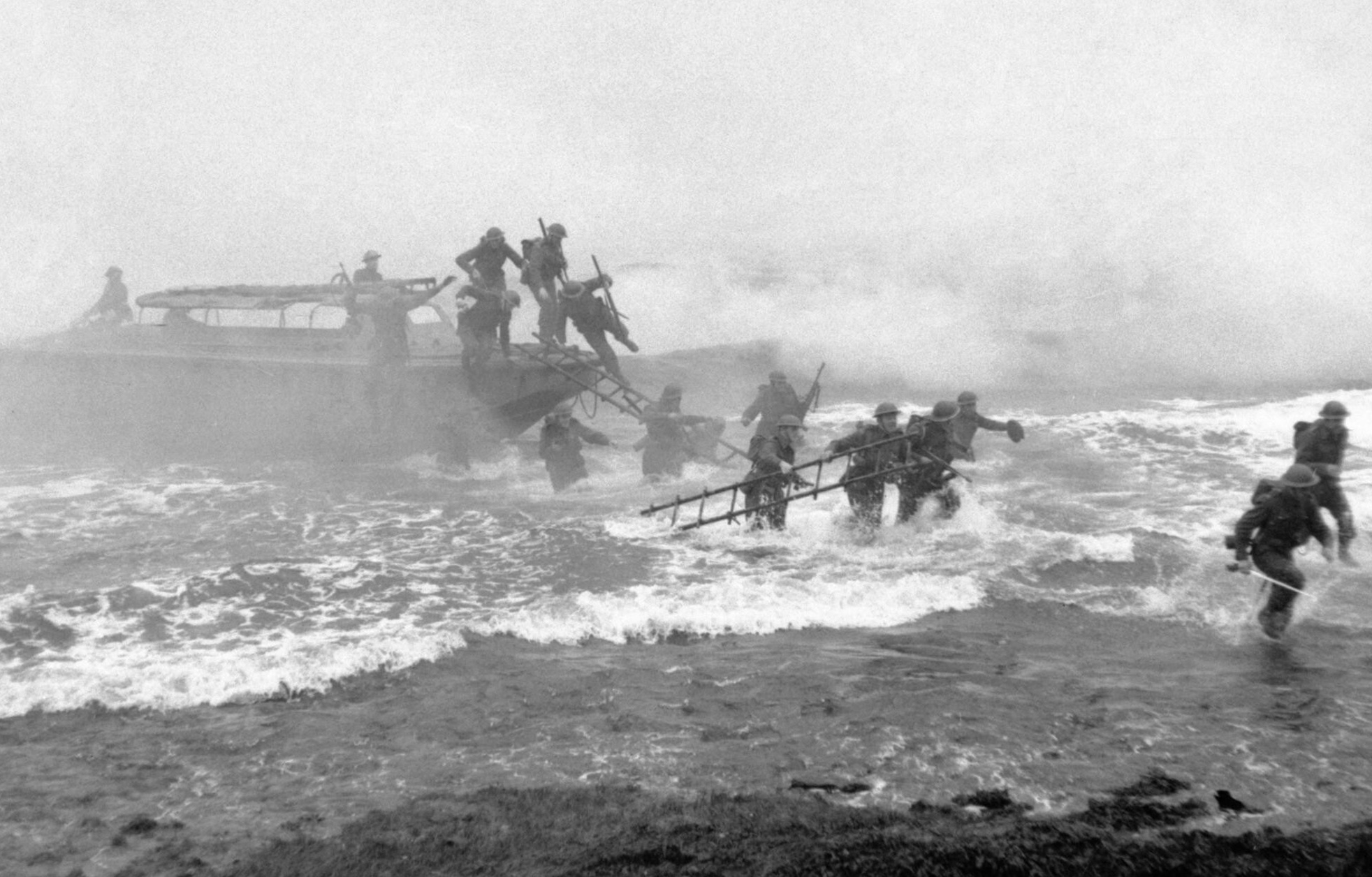
Тренировка высадки с десантного катера. Джек Черчилль с мечом в руках впереди справа

В июле 1943 года в качестве командира он руководил высадкой коммандос в Катании на Сицилии в своём излюбленном виде — с шотландским палашом на поясе, луком и стрелами на плече и волынкой под мышкой. В таком же виде он руководил высадкой десанта в Салерно. После получения приказа захватить немецкий наблюдательный пост возле города Ла-Молина, контролирующий проход, ведущий к плацдарму Салерно, возглавил атаку. Бойцы 41-го подразделения коммандос проникли в город. Черчилль лично взял в плен 42 солдата противника и, нагрузив их трофейным оружием, включая винтовки и миномёты, доставил в английский лагерь. За проведение операции в Салерно он был награждён орденом «За выдающиеся заслуги».
В 1944 году он руководил подразделением коммандос в Югославии, где они помогали партизанам Иосипа Броз Тито на Адриатическом острове Вис. В мае ему было приказано совершить нападение на оккупированный немцами остров Брач. Он организовал разношёрстную армию, состоявшую из 1500 партизан, 43-го подразделения коммандос и небольшого отряда из 40-го подразделения. Высадка прошла успешно, но позже, столкнувшись с ожесточённым сопротивлением противника, партизаны решили отложить нападение на сутки. По сигналу волынки Черчилля остальные коммандос вступили в бой. На следующее утро 43-е подразделение атаковало противника с флангов, а отряд из 40-го — с фронта. Партизаны остались на месте высадки. Коммандос попали под сильный миномётный обстрел, и только Черчиллю и ещё шести бойцам удалось добраться до цели. Черчилль продолжал играть на волынке мелодию «Неужели вы уже не вернётесь». В конце концов он, единственный оставшийся в живых, был без сознания захвачен в плен. Позже он был доставлен на самолёте в Берлин для допроса, поскольку из-за фамилии его посчитали родственником премьер-министра Великобритании Уинстона Черчилля. Выходя из самолёта, Черчилль сумел устроить на борту пожар с помощью куска газеты и огарка свечи. Немецким же офицерам он объяснил причину пожара курением одного из пилотов. Через некоторое время он был отправлен в концентрационный лагерь Заксенхаузен.
В сентябре 1944 года он вместе с офицером Королевских ВВС совершил побег из концлагеря. Вдвоём они попытались пробраться к побережью Балтийского моря, но были пойманы недалеко от города Ростока, в нескольких километрах от моря. В конце апреля 1945 года Черчилль и около 140 других известных заключённых концлагеря были переведены в Тироль под охрану войск СС. Делегация заключённых связалась с немецкими офицерами и сообщила, что они опасаются, что их могут казнить. Воинская часть под командованием капитана Вихарда фон Альфенслебена встала на сторону заключённых. Заключённые были выведены из лагеря и отпущены. После ухода от немцев Черчилль прошёл 150 километров до Вероны, Италия, где он встретился с американскими войсками.
Поскольку на Тихом океане боевые действия ещё продолжались, Черчилль был направлен в Бирму, где в то время шли крупные бои на суше с Японией. Но к тому времени, когда он достиг Индии, Япония капитулировала. Черчилль выразил недовольство этим событием словами: «Если бы не эти проклятые янки, мы могли бы воевать ещё 10 лет», имея в виду атомные бомбардировки Хиросимы и Нагасаки.

## После войны
В 1946 году благодаря своему партнёру по гребле Роберту Тейлору был приглашён кинокомпанией «20th Century Fox» для участия в съёмках фильма «Айвенго» в эпизодической роли лучника, стрелявшего со стен Уорикского замка.
После окончания Второй мировой войны Черчилль освоил прыжки с парашютом как служащий полка Сифортских хайлендеров, а затем отправился в Палестину в качестве заместителя командира 1-го пехотного батальона Хайлендского лёгкого пехотного полка. Весной 1948 года, незадолго до окончания британского присутствия в регионе, Черчилль был вовлечён в ещё один конфликт. Вместе с двенадцатью своими солдатами он попытался помочь медицинскому конвою в Хадассу, на который напали несколько сот арабов. После резни он координировал эвакуацию 700 еврейских врачей, студентов и пациентов из больницы Хадассы в кампус Еврейского университета на горе Скопус в Иерусалиме.
В последующие годы Черчилль служил инструктором в воздушно-десантной школе в Австралии, где он стал страстным поклонником сёрфинга. Вернувшись в Англию, он стал первым человеком, катавшимся на сёрфинге на приливной волне реки Северн.
Из армии ушёл в отставку в 1959 году с двумя наградами. Умер в 1996 году в Суррее.

## Семья
8 марта 1941 года Черчилль женился на Розамунд Маргарет Денни, которая родила ему двоих сыновей. Малькольм Джон Лесли Черчилль родился 11 ноября 1942 года и Родни Алистер Гладстон Черчилль — 4 июля 1947 года.